# Võ Ngọc Trai
Võ Ngọc Trai (sinh ngày 25 tháng 12 năm 1989) là một nam diễn viên người Việt Nam. Anh được biết đến nhiều nhất qua vai diễn "Quý ròm" trong bộ phim truyền hình thiếu nhi Kính vạn hoa. Ngoài ra, anh còn làm VJ (Video Jockey) của kênh YanTV và tham gia trong các bộ phim điện ảnh nổi tiếng như Giải cứu thần chết, Những nụ hôn rực rỡ và Tấm Cám: Chuyện chưa kể.

## Tiểu sử
Anh từng là thành viên trong đội kịch nói Tuổi ngọc (thành viên khác gồm Hoàng Phi, Bùi Công Danh (Trưởng nhóm), Huỳnh Thiện Trung (sau này đầu quân cho Green Voice Media với vai trò là diễn viên lồng tiếng và diễn viên kịch của Sân khấu kịch Hồng Vân), Lâm Quang Khôi, Hoàng Anh F29966, Minh Triết, Hoàng Chương, Dương Hồng Nhung, Thiên Bảo, Vũ Long, Thụy Vũ, Vũ Thanh Bình, Mai Phương, Mai Ka, Thu Ngân, Thanh Phong, Vân Anh, Duy Linh, Phương Bình, Hòa Bình và Kiều Khanh.) do đạo diễn Lê Cường phụ trách. Ngọc Trai đã từng làm VJ của kênh YanTV trong Chỉ có thể là YAN (phiên bản mới là Chỉ có thể là YAN+) và YAN STAR - Không Ai Khác Ngoài Bạn.
Anh thường được gọi với biệt danh "Quý ròm" do nổi danh với vai diễn cùng tên trong bộ phim truyền hình thiếu nhi Kính vạn hoa.
Ngọc Trai cũng từng làm diễn viên lồng tiếng của công ty TVM Corp. Anh tham gia lồng tiếng cho những bộ phim hoạt hình nổi tiếng như Epic và Monsters University.
Năm 2019, anh nhận được nhiều sự quan tâm của khán giả với những quan điểm nuôi dạy con và chăm sóc gia đình của mình trong vai trò người dẫn dắt trong chương trình Hot Daddy Talk của công ty MCV.

## Phim đã tham gia

### Điện ảnh
| Năm  | Tựa phim                     | Vai diễn                | Đạo diễn                  | Nguồn |
| ---- | ---------------------------- | ----------------------- | ------------------------- | ----- |
| 2009 | Giải cứu thần chết           | Hải "a dua"             | Nguyễn Quang Dũng         |       |
| 2010 | Những nụ hôn rực rỡ          | Quang                   | Nguyễn Quang Dũng         | [ 3 ] |
| 2015 | Em là bà nội của anh         | Chàng trai trên xe buýt | Phan Gia Nhật Linh        |       |
| 2016 | Tấm Cám: Chuyện chưa kể      | Nguyễn Lực              | Ngô Thanh Vân             |       |
| 2016 | 4 năm, 2 chàng, 1 tình yêu   | Nam                     | Luk Vân                   |       |
| 2016 | Cho em gần anh thêm chút nữa | Duy thiếu gia           | Văn Công Viễn             |       |
| 2017 | Em chưa 18                   | Vũ                      | Lê Thanh Sơn              |       |
| 2019 | Pháp sư mù: Ai chết giơ tay  | Phước                   | Lý Minh Thắng - Huỳnh Lập |       |
| 2022 | Kẻ đào mồ                    |                         | Công Hậu                  |       |
| 2024 | Kính vạn hoa: Bắt đền con ma | Quý Ròm                 | Võ Thanh Hòa              | [ 4 ] |

### Truyền hình
| Năm  | Tựa phim              | Vai diễn         | Đạo diễn                       | Kênh       | Nguồn |
| ---- | --------------------- | ---------------- | ------------------------------ | ---------- | ----- |
| 2001 | Người đàn bà yếu đuối | Con trai Lệ      | Đinh Đức Liêm                  | HTV7       |       |
| 2004 | Kính vạn hoa          | Quý Ròm          | Nguyễn Minh Chung - Đỗ Phú Hải | HTV9       |       |
| 2009 | Hoa ngũ sắc           | Cường            |                                | Let's Viet |       |
| 2010 | Tham vọng             | Phú (thiếu niên) | Xuân Cường                     | HTV7       |       |
| 2010 | Cocktail cho tình yêu | Đức              | Nguyễn Thanh Vân               | HTV7       |       |
| 2011 | Hạnh phúc quanh đây   | Tú               | Nguyễn Tranh                   | HTV7       |       |
| 2011 | Bảo mẫu @             | Lâm              | Đỗ Mai Nhất Tuấn               | SCTV14     |       |
| 2018 | Cung đường tội lỗi    | Tèo              | Hoàng Tuấn Cường               | VTV3       | [ 5 ] |
| 2021 | Số độc đắc            | Xuân             | Trần Đình Hiền                 | HTV2       |       |

## Kịch truyền hình đã tham gia
- Những bài học đáng nhớ: Chú bé trinh sát (vai Chú bé trinh sát)
- Những bài học đáng nhớ: Chuyện của Tèo (vai Tèo)
- Những bài học đáng nhớ: Chuyến đò ngang (phần 1) (vai Đức)
- Những bài học đáng nhớ: Chuyến đò ngang (phần 2) (vai Đức)
- Những bài học đáng nhớ: Thủ lĩnh rừng xanh (phần 1) (vai Santos)
- Những bài học đáng nhớ: Thủ lĩnh rừng xanh (phần 2) (vai Santos)
- Đệ nhất danh gà (tập 1) (vai Gà tre)
- Đệ nhất danh gà (tập 2) (vai Gà tre)
- Đệ nhất danh gà (tập 3) (vai Gà tre)
- Đệ nhất danh gà (tập 4) (vai Gà tre)
- Đệ nhất danh gà (tập 5) (vai Gà tre)
- Đệ nhất danh gà (tập 6) (vai Gà tre)
- Đệ nhất danh gà (tập 7) (vai Gà tre)
- Đệ nhất danh gà (tập 8) (vai Gà tre)
- Đệ nhất danh gà (tập 9) (vai Gà tre)
- Ai giỏi hơn (vai Thần gió)

## Chương trình đã tham gia
- Chào bé yêu (HTV7) (MC, diễn viên)
- Chỉ có thể là Yan (YanTV) (VJ)
- Chỉ có thể là Yan + (YanTV) (VJ)
- Yan Star - Không ai khác ngoài bạn (YanTV) (VJ)
- Radio 88.8 (YanTV) (VJ, khách mời)
- Yan break (YanTV) (VJ)
- M&M (YanTV) (VJ)
- We10 - Bảng xếp hạng ca khúc quốc tế (YanTV) (khách mời phá rối)
- Yan Vpop 20 - Bảng xếp hạng ca khúc Việt (YanTV) (khách mời phá rối)
- 100 độ (YanTV) (khách mời phá rối)
- ABDC – America's Best Dance Crew (YanTV) (Khách mời)
- Nhanh như chớp nhí (HTV2) (Đội trưởng)
- Phản ứng bất ngờ (HTV7) (Thành viên đội chơi Lala)
- Sự thật thật sự (Mùa 1) (HTV7) (Người chơi)
- Sự thật thật sự (Mùa 2) (HTV7) (MC)
- Nhanh như chớp (Mùa 2) (HTV7) (Người chơi)
- Hot Daddy Talk - Các ông bố nói gì? (MCV NETWORK) (MC)
- Nghĩ thông, lách phong cách (Yeah1Tv) (Khách mời)
- Sao hay chữ (HTV7) (Người chơi)
- Góc bếp thông minh (HTV7) (Người chơi)
- Nghệ sĩ thử tài (MCV) (Người chơi)
- Vang bóng một thời (THVL1) (Khách mời)
- Cao thủ đấu nhạc (HTV7) (Người chơi)
- Bí kíp vàng (Mùa 2) (HTV7) (Người chơi)
- Giải mã tình yêu (MCV) (Quân sư)
- Khẩu vị ngôi sao (HTV7) (Khách mời)
- Thứ 5 vui nhộn (THVL1) (MC)
- Bản lĩnh nhóc tỳ (VTV3) (MC)
- Tuyệt đỉnh giác quan (THVL1) (Người chơi)
- Sức sống thanh xuân (HTV7) (Người chơi)
- MIXX (IBIZONE) (MC)
- Kỳ tài thách đấu Wow Wow Wow (HTV7) (Khách mời)
- Thiên đường ẩm thực (HTV7) (Người chơi)
- Úm ba la ra chữ gì? (VTV3) (Người chơi)
- Ngại gì thử thách (HTV7) (MC)

## Đời tư
Võ Ngọc Trai đã có một cậu con trai tên là Búp và một con gái tên Bơ với vợ là Ngọc Trâm.